# Clayton Stoner
Pour les articles homonymes, voir Stoner.
Clayton Stoner (né le 19 février 1985 à Port McNeill, dans la province de la Colombie-Britannique au Canada) est un joueur professionnel canadien de hockey sur glace. Il évolue au poste de défenseur.

## Biographie
Stoner est repêché au 79e rang par le Wild du Minnesota au troisième tour du repêchage d'entrée dans la LNH 2004 après avoir complété sa deuxième saison avec les Americans de Tri-City dans la Ligue de hockey de l'Ouest (LHOu). Après avoir joué une troisième saison et dernière dans la LHOu en 2004-2005, il rejoint les rangs professionnels en 2005-2006 en s'alignant avec le club-école du Wild, les Aeros de Houston, dans la Ligue américaine de hockey (LAH). 
Il joue quatre saisons et demie avec les Aeros avant d'être rappelé par le Wild en 2009. Il joue son premier match dans la LNH le 17 décembre 2009 contre les Canadiens de Montréal. Il joue huit matchs avec le Minnesota lors de la saison 2009-2010 mais manque une partie de la saison à cause d'une blessure à l'aine. 
Après avoir joué 57 et 51 matchs avec le Wild lors des saisons suivantes, il signe en novembre 2012 avec le HC ’05 Banská Bystrica en Extraliga slovaque en raison d'un lock-out qui annule la première partie de la saison 2012-2013 de la LNH. Il joue deux autres saisons avec le Wild avant de signer le 1er juillet 2014 un contrat de quatre ans pour 13 millions de dollars avec les Ducks d'Anaheim.
Le 21 juin 2017, il est repêché des Ducks par les Golden Knights de Vegas lors du repêchage d'expansion de la LNH 2017.

## Statistiques
| Saison     | Équipe                  | Ligue          |     | Saison régulière | Saison régulière | Saison régulière | Saison régulière | Saison régulière |   | Séries éliminatoires | Séries éliminatoires | Séries éliminatoires | Séries éliminatoires | Séries éliminatoires |
| Saison     | Équipe                  | Ligue          | PJ  | B                | A                | Pts              | Pun              | PJ               | B | A                    | Pts                  | Pun                  |                      |                      |
| 2000-2001  | Kings de Powell River   | LHCB           | 1   | 0                | 0                | 0                | 0                | -                | - | -                    | -                    | -                    |                      |                      |
| 2000-2001  | Storm de Campbell River | VIJHL          | 47  | 4                | 16               | 20               | 47               | -                | - | -                    | -                    | -                    |                      |                      |
| 2001-2002  | Storm de Campbell River | VIJHL          | 42  | 12               | 35               | 47               | 199              | -                | - | -                    | -                    | -                    |                      |                      |
| 2001-2002  | Kings de Powell River   | LHCB           | 4   | 0                | 1                | 1                | 2                | -                | - | -                    | -                    | -                    |                      |                      |
| 2002-2003  | Americans de Tri-City   | LHOu           | 58  | 4                | 12               | 16               | 85               | -                | - | -                    | -                    | -                    |                      |                      |
| 2003-2004  | Americans de Tri-City   | LHOu           | 71  | 7                | 24               | 31               | 109              | 11               | 1 | 1                    | 2                    | 8                    |                      |                      |
| 2004-2005  | Americans de Tri-City   | LHOu           | 60  | 12               | 34               | 46               | 81               | 4                | 0 | 3                    | 3                    | 2                    |                      |                      |
| 2005-2006  | Aeros de Houston        | LAH            | 73  | 6                | 18               | 24               | 92               | 3                | 1 | 1                    | 2                    | 7                    |                      |                      |
| 2006-2007  | Aeros de Houston        | LAH            | 65  | 1                | 6                | 7                | 104              | -                | - | -                    | -                    | -                    |                      |                      |
| 2007-2008  | Aeros de Houston        | LAH            | 56  | 3                | 12               | 15               | 78               | 5                | 0 | 0                    | 0                    | 2                    |                      |                      |
| 2008-2009  | Aeros de Houston        | LAH            | 63  | 2                | 22               | 24               | 81               | 20               | 1 | 4                    | 5                    | 27                   |                      |                      |
| 2009-2010  | Aeros de Houston        | LAH            | 26  | 3                | 7                | 10               | 52               | -                | - | -                    | -                    | -                    |                      |                      |
| 2009-2010  | Wild du Minnesota       | LNH            | 8   | 0                | 2                | 2                | 12               | -                | - | -                    | -                    | -                    |                      |                      |
| 2010-2011  | Wild du Minnesota       | LNH            | 57  | 2                | 7                | 9                | 96               | -                | - | -                    | -                    | -                    |                      |                      |
| 2011-2012  | Wild du Minnesota       | LNH            | 51  | 1                | 4                | 5                | 62               | -                | - | -                    | -                    | -                    |                      |                      |
| 2012-2013  | HC ’05 Banská Bystrica  | Extraliga slo. | 8   | 1                | 4                | 5                | 16               | -                | - | -                    | -                    | -                    |                      |                      |
| 2012-2013  | Wild du Minnesota       | LNH            | 48  | 0                | 10               | 10               | 42               | 1                | 0 | 1                    | 1                    | 0                    |                      |                      |
| 2013-2014  | Wild du Minnesota       | LNH            | 63  | 1                | 4                | 5                | 84               | 13               | 1 | 2                    | 3                    | 26                   |                      |                      |
| 2014-2015  | Ducks d'Anaheim         | LNH            | 69  | 1                | 7                | 8                | 68               | 16               | 1 | 0                    | 1                    | 10                   |                      |                      |
| 2015-2016  | Ducks d'Anaheim         | LNH            | 50  | 1                | 5                | 6                | 67               | 1                | 0 | 0                    | 0                    | 0                    |                      |                      |
| 2016-2017  | Ducks d'Anaheim         | LNH            | 14  | 1                | 2                | 3                | 28               | -                | - | -                    | -                    | -                    |                      |                      |
| 2016-2017  | Gulls de San Diego      | LAH            | 3   | 1                | 0                | 1                | 12               | -                | - | -                    | -                    | -                    |                      |                      |
| Totaux LNH | Totaux LNH              | Totaux LNH     | 360 | 7                | 41               | 48               | 459              | 31               | 2 | 3                    | 5                    | 36                   |                      |                      |